# Backensholz
Backensholz (dänisch Baggeskov) ist eine Einzelhofsiedlung im östlichen Gemeindegebiet von  Oster-Ohrstedt in Schleswig-Holstein.
Der Ort hieß ursprünglich Baggeskov. Der Ortsname stammt aus dem Dänischen und beschreibt die Lage hinter einem Wald (≈ bag en skov, dt. hinter dem Holze).

## Geographische Lage
Backensholz liegt im Sandergebiet  der Schleswigschen Geest in Nähe der Treene, die durch den östlich angrenzenden Nachbarort Treia fließt. Der Bereich des Hofes ragt beim Ortsteil Bremsburg zudem buchtenförmig ins Gemeindegebiet von Wester-Ohrstedt hinein. Historisch gehört der Hof zum Kirchspiel Schwesing (Svesing Sogn) innerhalb der Südergoesharde. Die nächstliegenden Städte sind Husum und Schleswig. Nördlich des namengebenden Waldstücks Backensholz verläuft die Bundesstraße 201 durch das Waldgebiet Oster-Ohrstedtholz des Staatsforst Schleswig.

## Wirtschaft
Der Hof in Backensholz wird heute (Stand: 2019) nach Prinzipien der Ökologischen Landwirtschaft des Verbands Bioland geführt. In Backensholz geht die bedrohte Hausschweinrasse des Husumer Protestschweins in die Zucht ein.